# ジャンプ小説新人賞
ジャンプ小説新人賞（ジャンプノベルグランプリ、JUMP Novel Grand Prix）とは集英社主催の公募新人文学賞である。

## 概要
1991年、週刊少年ジャンプ特別編集増刊『ジャンプノベル』発刊の際に募集を開始したジャンプ小説・ノンフィクション大賞が前身。同賞は1999年の第9回より『ジャンプノベル』刊行終了に伴うリニューアルでノンフィクション作品を募集対象から除外しジャンプ小説大賞と改名した後、2007年の第17回募集より再度リニューアルし現在の名称となった。
なお、受賞作品の一部は『ジャンプノベル』掲載のみで単行本化されていない。この点に関しては第12回以降、入選以上の作品は必ずジャンプ ジェイ ブックスから刊行されるようになり佳作・奨励賞については刊行に代わりジェイ ブックス公式サイト上で連載する形を取っている。
大賞時代にデビューした作家のうち村山由佳（ただし、ジェイ ブックスでのシリーズは継続）・乙一などはライトノベルから一般文芸にシフトしている。

### 2007年以降の募集要項
小説大賞時代は年1回であった募集が年3回（3・7・11月末締め）となり、通常の長編を対象とする「フリー部門」とは別に400字詰め原稿用紙100枚以内の「テーマ部門」が新設されている（募集中のテーマに関しては公式サイトを参照）。
副賞の賞金はフリー部門が金賞100万円・銀賞50万円・銅賞30万円、テーマ部門が金賞50万円・銀賞30万円・銅賞15万円となっている（いずれも2008年の情報。現在は2013年以降を参照されたい）。募集要項に、「応募作品の出版権等の諸権利が生じた場合、その優先権は集英社が所持する」とあったが、2013年のリニューアルで「受賞作品の――」に修正され、各出版社と同等になった。
上記以外にジェイ ブックス刊行作品・公式サイトの挿画を公募する「イラスト部門」も設置されているが、同部門の入賞者に対する副賞（賞金）は設定されておらず採用時に規定の原稿料が支払われる。

### 2013年以降の募集要項
2013年、サイトリニューアルによりいくつかの事項が修正・変更された。
まず、「応募作品の諸権利」と銘打っていた募集要項が、「受賞作品の出版権、上映・上演権、映像化等諸権利は、集英社に帰属する」と修正され、各出版社と同等になった。このほか、「小説テーマ部門」が休止となり、「キャラクター小説部門」が創設された。また、フリー部門の名称が「小説フリー部門」に変更された。キャラクター小説部門では、プロの漫画家によるイメージキャラクターをテーマに創作することが求められている。また、「イラスト部門」が休止となった。賞金が統一され、金賞が100万円、銀賞が50万円、銅賞が30万円に変更された。いずれも楯と賞状が贈呈され、金賞作品は書籍化される。

### 2015年以降の募集要項
2015年1月5日に「ジャンプ小説新人賞’15」の募集が開始されるとともに「小説テーマ部門」が復活。その一方で「キャラクター小説部門」が休止となった。現在では、「小説テーマ部門」、「ホラー部門」、「恋愛部門」の三つを運営し、これら三つの新人賞を通称「3大小説賞」と呼んでいる。

## 入賞作品一覧
年は発表年。斜字は未刊行。ウェブ掲載作は公式サイトのアーカイブか、出典を外部リンクしている。後にシリーズ化された作品については、受賞作（第1巻）の刊行時サブタイトルは割愛している場合がある。公式サイト上で連載された作品についてはリンクのみ掲載。
| 回数              | 賞         | タイトル （刊行時表題）                                         | 著者 （刊行時筆名）                   |
| ----------------- | ---------- | --------------------------------------------------------------- | ------------------------------------- |
| 第1回 （1991年）  | 大賞       | 川崎ドリーム                                                    | 前野兆治                              |
| 第1回 （1991年）  | 大賞       | ジハード                                                        | 定金伸治                              |
| 第1回 （1991年）  | 佳作       | もう一度デジャ・ヴ                                              | 村山由佳                              |
| 第1回 （1991年）  | 努力賞     | MIDNIGHT★MAGIC                                                  | 夢幻                                  |
| 第1回 （1991年）  | 努力賞     | 万物の霊長は猫である                                            | 渋谷英樹                              |
| 第2回 （1992年）  | 大賞       | 空飛ぶ船                                                        | 多岐友伊                              |
| 第2回 （1992年）  | 入選       | BLACK ONIX                                                      | 石川考一                              |
| 第2回 （1992年）  | 佳作       | 新撰組異聞 火取虫                                               | 絹川亜希子                            |
| 第3回 （1993年）  | 佳作       | 眠り姫は魔法を使う                                              | 霧咲遼樹                              |
| 第3回 （1993年）  | 佳作       | 迷投手! 誕生                                                    | 沢口子竜                              |
| 第3回 （1993年）  | 佳作       | リトルスター                                                    | 河出智紀 （後に小川一水に改名）       |
| 第4回 （1994年）  | 大賞       | ZERO                                                            | 映島巡 （永嶋恵美名義の著作もあり）   |
| 第4回 （1994年）  | 佳作       | RAT SHOTS                                                       | 天羽沙夜                              |
| 第4回 （1994年）  | 奨励賞     | 呪剣                                                            | 田村大                                |
| 第5回 （1995年）  | 佳作       | パジャマラマ                                                    | 山本恒彦                              |
| 第6回 （1996年）  | 大賞       | 夏と花火と私の死体                                              | 乙一                                  |
| 第6回 （1996年）  | 大賞       | まずは一報ポプラパレスより                                      | 河出智紀 （後に小川一水に改名）       |
| 第6回 （1996年）  | 佳作       | 風物語                                                          | 山田武博                              |
| 第6回 （1996年）  | 奨励賞     | 鉄甲船異聞木津川口の波涛                                        | 百目鬼涼一郎                          |
| 第7回 （1997年）  | 入選       | ベイスボール★キッズ                                             | 清水てつき                            |
| 第7回 （1997年）  | 入選       | 僕たちは、いつまでもここにいるわけではない                      | 久本裕詩                              |
| 第8回 （1998年）  | 大賞       | スパークリング―あの日、少年は車いすでつむじ風のようにやってきた | 彩永真司                              |
| 第8回 （1998年）  | 佳作       | 砂糖菓子                                                        | わたなべ文則                          |
| 第8回 （1998年）  | 佳作       | ジジイとスライムとあたし                                        | 観月文                                |
| 第9回 （1999年）  | 入選       | 時限爆呪                                                        | 希崎火夜 （2作目以降城崎火也名義）    |
| 第9回 （1999年）  | 入選       | ランニング・オプ                                                | 大木智洋 （書籍はすべて大崎知仁名義） |
| 第9回 （1999年）  | 佳作       | 不機嫌な人（々）                                                | 原田直澄                              |
| 第10回 （2000年） | 佳作       | 鬼哭山恋奇譚                                                    | 加藤政義                              |
| 第10回 （2000年） | 佳作       | つたのとりで                                                    | 小粥かおり                            |
| 第11回 （2001年） | 入選       | そして龍太はニャーと鳴く                                        | 松原真琴                              |
| 第11回 （2001年） | 佳作       | 一週間                                                          | トパシサイコ                          |
| 第12回 （2002年） | 入選       | 俺らしく B-坊主                                                 | 保田亨介                              |
| 第12回 （2002年） | 佳作       | 明治犬鑑                                                        | 小田真紀恵                            |
| 第13回 （2003年） | 入選       | 復活のマウンド -加賀谷智明の軌跡-                               | 岡田成司                              |
| 第13回 （2003年） | 特別奨励賞 | 阿吽の弾丸                                                      | 磨聖                                  |
| 第14回 （2004年） | 大賞       | 舞王 -プリンシパル-                                             | 志堂日咲                              |
| 第14回 （2004年） | 佳作       | ヘルジャンパー                                                  | 須藤万尋                              |
| 第14回 （2004年） | 佳作       | 日常転換期                                                      | 野口卓也                              |
| 第15回 （2005年） | 佳作       | 鏡色の瞳                                                        | 中野文明                              |
| 第16回 （2006年） | 佳作       | 神の御名の果てに…                                               | 矢島綾                                |
| 第16回 （2006年） | 奨励賞     | イクシードサーキット                                            | 杉賢要                                |

### jump Novel Grand Prix
jump Novel Grand Prix（ジャンプノベルグランプリ） - 募集を年3回にし、応募要項・部門を刷新
| 年     | 季節 （応募数） | 部門         | 賞                                | タイトル （刊行時表題）                                                                       | 著者 （刊行時筆名）           |
| ------ | --------------- | ------------ | --------------------------------- | --------------------------------------------------------------------------------------------- | ----------------------------- |
| 2008年 | 春              | フリー       | 銀賞                              | 私立エルニーニョ学園伝説 立志編                                                               | SOW                           |
| 2008年 | 春              | フリー       | 銅賞                              | 英雄失格!                                                                                     | 白木秋                        |
| 2008年 | 春              | テーマ       | 金賞                              | 俺がメガネであいつはそのまま                                                                  | ひなたしょう                  |
| 2008年 | 春              | イラスト     | 入賞                              | -                                                                                             | 吾妻祥                        |
| 2008年 | 夏              | フリー       | 特別賞                            | 見てはいけない                                                                                | 狂                            |
| 2008年 | 夏              | テーマ       | 銅賞                              | 狂骨死語り                                                                                    | 飯塚守                        |
| 2008年 | 夏              | テーマ       | 銅賞                              | 私の彼はジャンボマン                                                                          | 宇佐美みゆき                  |
| 2008年 | 夏              | テーマ       | 銅賞                              | 飛行機レトロ                                                                                  | 萩野千影                      |
| 2008年 | 夏              | イラスト     | 入賞                              | -                                                                                             | 草志藤吾                      |
| 2008年 | 夏              | イラスト     | 入賞                              | -                                                                                             | 夏和谷リカ                    |
| 2008年 | 冬              | フリー部門   | 銅賞                              | 下克上ジーニアス                                                                              | 高辻楓                        |
| 2008年 | 冬              | フリー       | 特別賞                            | オニヤンマ                                                                                    | 時沢京子                      |
| 2008年 | 冬              | テーマ       | 銅賞                              | ラブ・ラブ・レラ                                                                              | さくしゃ                      |
| 2009年 | 春              | フリー       | 特別賞                            | 東京かくれんぼ                                                                                | 九瑠久流                      |
| 2009年 | 春              | テーマ       | 銀賞                              | 試写室                                                                                        | 竜岩石まこと （椎名寅生）     |
| 2009年 | 春              | テーマ       | 銅賞                              | 魔術師の小指                                                                                  | 佐方瑞歩                      |
| 2009年 | 春              | テーマ       | 銅賞                              | DEADMAN'S BBS                                                                                 | 蒼隼大                        |
| 2009年 | 春              | イラスト     | 入賞                              | -                                                                                             | かむり眞澄                    |
| 2009年 | 夏 （371）      | フリー       | 銀賞                              | 若火之燎于原＜ひのげんをやくがごとし＞ （神獣の守護者）                                       | ねずみ正午                    |
| 2009年 | 夏 （371）      | フリー       | 銀賞                              | イモムシランデブー                                                                            | 久麻當郎                      |
| 2009年 | 夏 （371）      | フリー       | 銅賞                              | 有限会社もやしや                                                                              | 浅津慎                        |
| 2009年 | 夏 （371）      | フリー       | 銅賞                              | 千里がいる                                                                                    | 渋谷貴志                      |
| 2009年 | 夏 （371）      | フリー       | 銅賞                              | 『いかにもってかんじに呪われて荘』の住人                                                      | 夢猫                          |
| 2009年 | 夏 （371）      | フリー       | 特別賞                            | シーナくんのつくりかた！                                                                      | すみやき                      |
| 2009年 | 冬 （360）      | フリー       | 特別賞                            | いつも心に爆弾を                                                                              | うさぎ鍋竜之介 （兎月竜之介） |
| 2010年 | 春 （376）      | フリー       | 特別賞                            | キュウビ                                                                                      | 熊谷秀介                      |
| 2010年 | 春 （376）      | テーマ       | 銀賞                              | 妄想彼氏、妄想彼女                                                                            | ささきまさき                  |
| 2010年 | 春 （376）      | イラスト     | 入賞                              | -                                                                                             | はし                          |
| 2010年 | 春 （376）      | イラスト     | 入賞                              | -                                                                                             | htg                           |
| 2010年 | 夏 （366）      | フリー       | 特別賞                            | 隣のあの娘は魔王様？                                                                          | 秋山楓                        |
| 2010年 | 夏 （366）      | フリー       | 特別賞                            | 次元管理人                                                                                    | 立花椎夜                      |
| 2010年 | 夏 （366）      | フリー       | 特別賞                            | 琴葉のキソク！                                                                                | 京本蝶                        |
| 2010年 | 夏 （366）      | テーマ       | 銅賞                              | 好敵手『敵の手が好き』                                                                        | 阿部藍樹                      |
| 2010年 | 夏 （366）      | イラスト     | 入賞                              | -                                                                                             | ペペロンチーノ子              |
| 2010年 | 冬 （394）      | テーマ       | 銅賞                              | 龍ヶ崎のメイドさんには秘密がいっぱい                                                          | 田中創                        |
| 2011年 | 春 （249）      | テーマ       | 銅賞                              | 引き籠り迷路少女                                                                              | 漆土龍平                      |
| 2011年 | 春 （249）      | テーマ       | 銅賞                              | ア・サウンザンド・ベイビーズ                                                                  | 金閣寺ドストエフスキー        |
| 2011年 | 春 （249）      | イラスト     | 入賞                              | -                                                                                             | 鰐柄                          |
| 2011年 | 夏 （405）      | フリー       | 特別賞                            | デッドマン・ミーツ・ガール                                                                    | 柊清彦                        |
| 2011年 | 夏 （405）      | テーマ       | 銅賞                              | いつかこの手に、こぼれ雪を                                                                    | 紀伊楓庵                      |
| 2011年 | 夏 （405）      | イラスト     | 入賞                              | -                                                                                             | ユンケル                      |
| 2012年 | 春 （234）      | フリー       | 特別賞                            | Whaling Myth—捕鯨神話あるいは鯨捕りの乱痴気—                                                  | 七緒                          |
| 2012年 | 春 （234）      | フリー       | 特別賞                            | Σ―シグマ―                                                                                     | 渡邊則幸                      |
| 2012年 | 春 （234）      | イラスト     | 入賞                              | -                                                                                             | ちりめん                      |
| 2012年 | 夏 （264）      | フリー       | 特別賞                            | 東に向かう道                                                                                  | 正大喜一                      |
| 2012年 | 冬 （207）      | フリー       | 金賞                              | 流浪刑の物語 （流浪刑のクロニコ）                                                             | スガノ （菅野隆宏）           |
| 2012年 | 冬 （207）      | フリー       | 銅賞                              | 幸せの島                                                                                      | 蓮華ゆい                      |
| 2012年 | 冬 （207）      | テーマ       | 金賞                              | 戦場のバニーボーイズ                                                                          | 草部貴史                      |
| 2012年 | 冬 （207）      | テーマ       | 銅賞                              | 戦うヒロインに必要なものは、この世でただ愛だけだよね、ったら                                  | 成上真                        |
| 2012年 | 冬 （207）      | フリー       | 特別賞                            | 弱音を吐こう!                                                                                 | 佐藤春子                      |
| 2012年 | 冬 （207）      | イラスト     | 入賞                              | -                                                                                             | 水川アサユキ                  |
| 2013年 | 春              | フリー       | 金賞                              | 怪談撲滅委員会 （怪談彼女〜てけてけ〜）                                                       | 永遠月心悟                    |
| 2013年 | 春              | フリー       | 特別賞                            | ひめきぬげ                                                                                    | 小森淳一郎                    |
| 2013年 | 春              | キャラクター | 金賞                              | ツクモガミ                                                                                    | 真中良                        |
| 2013年 | 春              | キャラクター | 特別賞                            | 久遠の紲                                                                                      | 小鞠小雪                      |
| 2013年 | 夏              | フリー       | 銅賞                              | 帝都妖奇譚                                                                                    | 丸矢光                        |
| 2013年 | 夏              | キャラクター | 金賞                              | DT覇王ドマイナー                                                                              | 仙波千広                      |
| 2013年 | 夏              | キャラクター | 銅賞                              | Star Ride Seeker エヴィ・ソルト                                                               | 都藤周幸                      |
| 2013年 | 冬              | キャラクター | 金賞                              | 魔滅のトーコ                                                                                  | 畑中りんご                    |
| 2013年 | 冬              | フリー       | 銀賞                              | 5ミニッツ4エバー                                                                              | 音七畔                        |
| 2013年 | 冬              | フリー       | 特別賞                            | 月と大地の血運                                                                                | 秋月紅葉                      |
| 2014年 | 春              | フリー       | 金賞                              | 駄犬の守る優しい世界 （鬼塚伊予の臨床心霊学）                                                 | 花井利徳                      |
| 2014年 | 春              | フリー       | 特別賞                            | アルジェントの輝き                                                                            | 鳴海エノト                    |
| 2014年 | 春              | フリー       | 特別賞                            | 反逆者たちに祝福を～置き去りの搭の三奇竜～                                                    | 鳶月重治                      |
| 2014年 | 春              | キャラクター | 銀賞                              | 魔女になりたかった （放課後の魔女）                                                           | 橘雨璃                        |
| 2014年 | 夏              | キャラクター | 金賞                              | Rain of Filth （丸ノ内 OF THE DEAD）                                                          | ぞんちょ                      |
| 2014年 | 夏              | フリー       | 金賞                              | 殺人ハウス                                                                                    | 藤津一                        |
| 2014年 | 夏              | フリー       | 銀賞                              | ガールズロボティクス                                                                          | 白木秋                        |
| 2014年 | 夏              | フリー       | 特別賞                            | どくりつ!! シンゾーさん                                                                       | 房部文矢                      |
| 2014年 | 冬              | フリー       | 特別賞                            | カバディバビディブー!!                                                                        | 望月充っ                      |
| 2014年 | 冬              | キャラクター | 銀賞                              | Rolling Combat （ローリング・コンバット！〜落ちこぼれ自衛官、異世界の中心で不純な愛を叫ぶ〜） | ジョニー音田                  |
| 2015年 | 春              | フリー       | 金賞                              | クリミナルハイスクール （罪人教室）                                                           | 埼田要介                      |
| 2015年 | 春              | フリー       | 特別賞                            | 終末探偵紀行                                                                                  | 江西哲嗣                      |
| 2015年 | 春              | テーマ       | 銅賞                              | 少女が星々を砕いた理由                                                                        | 高柳亜論                      |
| 2015年 | 春              | テーマ       | 銅賞                              | 僕の妹は兄が好き                                                                              | 8bee                          |
| 2015年 | 春              | テーマ       | 銅賞                              | 風のナル                                                                                      | 川越義之                      |
| 2015年 | 夏              | フリー       | 銀賞                              | season                                                                                        | 要高悟                        |
| 2015年 | 夏              | テーマ       | 銀賞                              | 確率浮動の禁断転移! （確率浮動の禁断転移 シュレディンガーのトイレポーテーション）             | kztk                          |
| 2015年 | 冬              | フリー       | 銅賞                              | 魔王寿命残り半年                                                                              | yuki                          |
| 2015年 | 冬              | フリー       | 特別賞                            | 残虐王子と始皇帝                                                                              | 遥彼方                        |
| 2015年 | 冬              | テーマ       | 銅賞                              | 魔王魔王詐欺                                                                                  | 川井クナイ                    |
| 2016年 | 春              | フリー       | 銅賞                              | 化野魔法記                                                                                    | 五米サブロウ                  |
| 2016年 | 夏              | テーマ       | 銅賞                              | レイヤード・ワールド                                                                          | 羊山十一郎                    |
| 2016年 | 冬              | フリー       | 銀賞                              | 対スライム戦績ゼロ勝勇者                                                                      | はむばね                      |
| 2016年 | 冬              | テーマ       | 銅賞                              | 孫武孔明とゴシップガール                                                                      | 寺池晴斗                      |
| 2016年 | 冬              | テーマ       | 銅賞                              | 蜜柑山聡子の好きなだけ喋っちゃって委員会？                                                    | クーニー                      |
| 2017年 | 春              | テーマ       | 金賞                              | コロナ・サムズアップ                                                                          | 森本市夫                      |
| 2017年 | 春              | フリー       | 銀賞                              | breakroid！                                                                                   | 羊山十一郎                    |
| 2017年 | 春              | フリー       | 銅賞                              | 声優学校の覇王                                                                                | 水島崚                        |
| 2017年 | 春              | フリー       | 特別賞                            | 夏に澄む少女                                                                                  | 亜達ノコ                      |
| 2018年 |                 | テーマ       | 金賞                              | 恋愛変                                                                                        | 如月新一                      |
| 2018年 | テーマ          | 銀賞         | 彼女は謎をつくりたがる            | 真紀涼介                                                                                      |                               |
| 2018年 | フリー          | 銅賞         | ゲームショップ ポーン＆クイーンズ | 雪村勝久                                                                                      |                               |
| 2018年 | フリー          | 特別賞       | 明け方のブルイヤール              | 碧月杏                                                                                        |                               |